# Христинівське хлібоприймальне підприємство
ТОВ «Христинівське хлібоприймальне підприємство» — підприємство агропромислового комплексу, розташоване на залізничній станції Христинівка, зайняте в галузі прийому, обробки та зберігання зернових та олійних культур.
Входить до групи компаній «Alebor Group».

## Історія
Підприємство засноване у 2009 році на базі колишньої бази райспоживспілки в місті Христинівка. У 2010 році обсяг перевалки зернових сягнув 10 000 тонн. У 2011 році введено в експлуатацію другу чергу елеватора потужністю 11 500 тонн. У 2014 році на базі підприємства утворено групу компаній «Alebor Group», до складу якого елеватор ввійшов як структурний підрозділ. Тоді ж введено нову чергу Христинівського ХПП, внаслідок чого потужність із одноразового зберігання зерна зросла з 42 000 до 74 000 тонн. Пропускна здатність транспортних систем підприємства становить 350 тонн на годину. Водночас три лінії автоприйому дозволяють оперативно відвантажувати 5 000 тонн зернових на добу. Завдяки збільшенню сушильних потужностей Христинівське ХПП вийшло на обсяги сушіння в 3 500 тонн на добу.
У 2018 році потужності зберігання підприємства збільшено до 136 тис. тонн.

## Виробничі потужності
- Потужність одночасного зберігання — 136 000 тонн
- Оперативні потужності — 7 500 тонн
- Три точки автоприйому з будь-якого транспорту
- Три точки відвантаження на залізничні вагони — 54 вагони на добу
- Продуктивність транспортних систем зерносховища — 450 т/год
- Гарантія швидкості та якості приймання зернових — 7 000 т/добу
- Автоматичні пробовідбірники та сертифікована лабораторія
- Продуктивність зерноочистки — 110 т/год
- Загальна продуктивність зерносушіння — 6 500 т/добу.[4]